# Franciszek Dębowski
Franciszek Dębowski (Dembowski) (ur. 26 września 1896 w Krwonach, zm. 25 stycznia 1968) – działacz polityczny, członek Stronnictwa Ludowego, a następnie Zjednoczonego Stronnictwa Ludowego, poseł na Sejm PRL I kadencji (1952–1956).

## Życiorys
Urodził się w rodzinie chłopskiej w wielkopolskiej wsi Krwony (powiat turecki). Miał czworo rodzeństwa. W 1907 roku rodzina przeniosła się do wsi Grabówie w powiecie łaskim w której ukończył szkołę powszechną. 
W 1925 roku wstąpił do PSL Wyzwolenie, biorąc aktywny udział w chłopskich protestach. W czasie II wojny światowej pracował jako robotnik leśny w Niemczech. 
Po zakończeniu wojny osiedlił się w Marcinowicach (gmina Krosno Odrzańskie). Był pierwszym sołtysem wsi. Organizował struktury Stronnictwa Ludowego, a od 6 stycznia 1946 roku pełnił funkcję prezesa zarządu powiatowego SL. Przez dwie kadencje był członkiem Rady Naczelnej Komitetu ZSL. Brał aktywny udział w kolektywizacji powiatu krośnieńskiego, tworząc na przełomie 1949 i 1950 roku spółdzielnię produkcyjną m.in. w Marcinowicach. 
W 1952 roku uzyskał mandat posła na Sejm I kadencji w okręgu nr 43 Zielona Góra. Zasiadał w Sejmowej Komisji Rolnictwa. 

## Odznaczenia
- Srebrny Krzyż Zasługi (1946)
- Złoty Krzyż Zasługi (1955)
- Krzyż Kawalerski Orderu Odrodzenia Polski (1965)